# کلاچ (گروه موسیقی)
کلاچ (به انگلیسی: Clutch) یک گروه راک آمریکایی از جرمنتاون، مریلند است. از زمان تشکیل آن در سال ۱۹۹۱، ترکیب گروه شامل تیم سولت (گیتار لید)، دن مینز (بیس)، ژان پل گستر (درام) و نیل فالون (خواننده، گیتار ریتم، کیبورد) بوده است. تا به امروز، کلاچ سیزده آلبوم استودیویی و چندین آلبوم کمیاب و زنده منتشر کرده است. از سال ۲۰۰۸، گروه با شرکت ضبط موسیقی خود، Weathermaker Music قرارداد امضا کرده است. کلاچ یکی از پیشگامان سبک استونر راک است.

## تاریخچه

### سال‌های اولیه و پیشرفت: ۲۰۰۳–۱۹۹۱
کلاچ در سال ۱۹۹۱ توسط نوازندهٔ بیس، دن مینز، درامر ژان پل گستر، نوازندهٔ گیتار اصلی تیم سولت، و خوانندهٔ اصلی راجر اسمالز (خواننده) در جرمنتاون، مریلند تشکیل شد. قبل از تصمیم‌گیری بر روی نام کلاچ، گروه از نام‌های اولیه Glut Trip و Moral Minority استفاده می‌کرد. اسمالز به زودی گروه را ترک کرد و نیل فالون، همکلاسی قدیمی سایر اعضا در دبیرستان سنکا ولی جایگزین او شد. نام گروه به دلیل علاقهٔ گروه به ماشین در آن زمان انتخاب شد و مانند بسیاری از گروه‌های آن زمان، از جمله پرانگ که گروه طرفدار آن بود، یک نام تک هجایی بود.
گروه به سرعت از طریق تورهای مداوم مورد توجه قرار گرفت. تک‌آهنگ ۱۲ اینچی محدودیت‌های غیرفعال روی ناشر موسیقی ایریک اولین انتشار تجاری کلاچ بود که توجه سایر ناشرها را به خود جلب کرد. اولین آلبوم چندآهنگه آنها، لیگ سرعتی فراملی، از طریق ایست‌وست رکوردز در سال ۱۹۹۳ منتشر شد. به دنبال آن آلبومی با نام کلاچ در مه ۱۹۹۵ منتشر شد که در معرض جریان اصلی کلاچ قرار گرفت. با این حال، مدت کوتاهی پس از انتشار، نمایندهٔ A&R گروه از ایست‌وست اخراج شد، که در نتیجه تمام اقدامات این گروه، از جمله کلاچ، حذف شد. گروه برای آلبوم فیل سواران در سال ۱۹۹۸ به برچسب بزرگتر کلمبیا نقل مکان کرد. آنها آن را در سال ۱۹۹۹ با یک آلبوم خود منتشر شده بر اساس مبتنی بر شیار آلبوم اتاق جام جم دنبال کردند.
آلبوم خشم راک خالص توسط آتلانتیک رکوردز در سال ۲۰۰۱ منتشر شد. این آهنگ در ابتدا به عنوان اولین تک‌آهنگ منتشر شد. مدیر برنامهٔ ایستگاه راک کارولینای شمالی WXQR (راک ۱۰۵)، برایان ریکمن، پیشنهاد کرد که برچسب تک‌آهنگ‌ها را به آهنگ دیگری از آلبوم، «مراقب آن میکروفون باشید» تغییر دهد. آتلانتیک این کار را کرد و کلاچ به یک تک‌آهنگ شگفت‌انگیز دست یافت. آهنگ‌های بعدی «جاودانه» و «مرز را باز کن» نیز با استقبال خوبی از سوی ایستگاه‌های راک آمریکایی مواجه شدند. در سال ۲۰۰۳ آنها آلبوم زندهٔ زندگی در گوگل‌پلکس را منتشر کردند و آثار کمیاب حفره آهسته به چین را ثبت کردند.

### موفقیت تجاری و انتقادی: ۲۰۱۱–۲۰۰۴

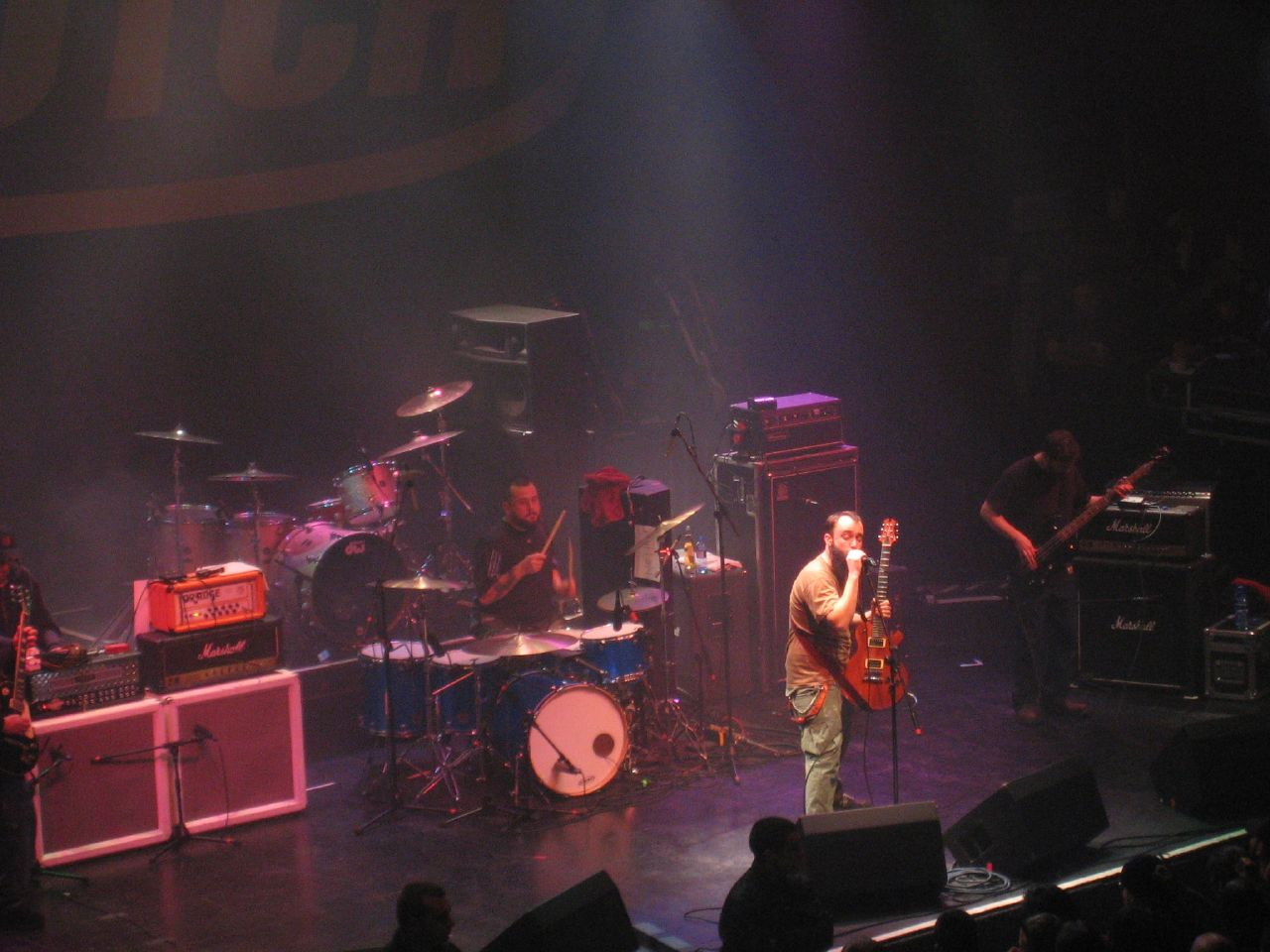
کلاچ در سال ۲۰۰۶

آلبوم انفجار ظالم در سال ۲۰۰۴ منتشر شد که اولین کار آنها برای ناشر DRT Entertainment بود. گروه بار دیگر از پخش رادیوی راک بیشتر و چرخش سنگین در سرویس کابلی Music Choice به لطف تک‌آهنگ «موب وحشی می‌شود» لذت برد. ویدیوی همراه آن توسط بم مارجرا کارگردانی شد و راین دان، براندون دی کامیلو و دون ویتو همبازی‌های ویوا لا بام مارجرا را به نمایش گذاشت. این ویدئو در رکس در وست چستر، پنسیلوانیا فیلمبرداری شده است. انتشار آلبوم تلفیقی چنگال و سوزن گم‌شده در سال ۲۰۰۵، انتشار ۷ اینچی چنگال در سال ۱۹۹۱ را با نسخه‌های نمایشی منتشر نشدهٔ قبلی و آهنگ‌های اولیه ترکیب کرد. در سال ۲۰۰۵، گروه اولین تغییر ترکیب خود را از اوایل دههٔ ۱۹۹۰ با اضافه شدن میک شوئر، نوازندهٔ ارگ، که در آلبوم‌های ربوت هایو/اکسداس (۲۰۰۵) و از خیابان بیل تا فراموشی (۲۰۰۷) اجرا کرد، دید. آلبوم بعدی توسط جو بارسی تهیه شد که همچنین برای گروه‌های کایس، ملوینز، کوئینز آو د استون ایج و تول تولید کرده است.
اولین دی وی دی زندهٔ گروه، فول فاثوم فایو، و سی دی همراه آن، به تهیه‌کنندگی و کارگردانی ایجنت اوگدن، در سپتامبر ۲۰۰۸ منتشر شد. گروه همچنین نسخهٔ ریمستر شدهٔ حفره آهسته به چین: نادر و منتشر نشده را در ۲۸ آوریل ۲۰۰۹ منتشر کرد. نهمین آلبوم استودیویی گروه عموزاده‌های عجیب و غریب در ۱۴ ژوئیه ۲۰۰۹ منتشر شد. آهنگ‌های آلبوم قبل از ضبط آلبوم به صورت زنده در تور پخش می‌شد. مجموعهٔ دی وی دی دو دیسکی کلاچ زنده در ۹:۳۰ در ۱۱ مه ۲۰۱۰ توسط ناشر خود گروه، Weathermaker Music منتشر شد. این مجموعه شامل کل نمایش ۲۸ دسامبر ۲۰۰۹ در کلوپ ۹:۳۰ واشینگتن دی سی است که در آن گروه کل آلبوم پرآهنگ خود را در سال ۱۹۹۵ اجرا کرد.
در ۱۰ مه ۲۰۱۱، کلاچ آلبوم خود را در سال ۲۰۰۴ انفجار ظالم در Weathermaker Music منتشر کرد. نسخهٔ جدید حاوی یک آلبوم جایزه معروف به سبد تخم‌مرغ است که شامل آهنگ‌های منتشر نشده و همچنین نسخه‌های آکوستیک آهنگ‌های قبلی است. در هفتهٔ اول انتشار، انفجار ظالم نزدیک به سه هزار نسخه در سطح ملی فروخت و در رتبهٔ ۲۶ در بیلبورد هارد راک برتر ۱۰۰ قرار گرفت، بیش از هفت سال پس از عرضهٔ نسخهٔ اصلی که در رتبهٔ ۱۵ بود.

### نسخه‌های اخیر: ۲۰۱۲–اکنون
در ۱۰ ژوئن ۲۰۱۲، گروه تک‌آهنگ جدیدی به نام «پیگ‌تاون بلوز» را منتشر کرد که با نسخهٔ آکوستیک «فرزند بدون مادر» از عموزاده‌های عجیب از غرب پشتیبانی می‌شد.
در ۱۶ مارس ۲۰۱۳، کلاچ دهمین آلبوم خود راکر زمین را منتشر کرد که در جدول بیلبورد ۲۰۰ در رتبهٔ ۱۵ قرار گرفت و باعث شد که کلاچ بالاترین جایگاه خود را تا به امروز داشته باشد. در مجموع پنج هفته در نمودار باقی ماند. این آلبوم همچنین در جدول ۱۰۰ آلبوم برتر آیتونز به رتبهٔ ۴ رسید و در جدول راک آنها در رتبهٔ اول قرار گرفت. راکر زمین برندهٔ آلبوم سال ۲۰۱۳ از نشریهٔ بریتانیایی متال همر شد و در بسیاری از مجلات راک و متال و وب سایت‌های پایان سال «ده‌های برتر» رتبهٔ بالایی کسب کرد.
در مصاحبه‌ای در ۷ ژانویه ۲۰۱۵، با شرکت موسیقی و سرگرمی میلز وست ۸۸، فالون اظهار داشت که گروه برای ضبط یازدهمین آلبوم آینده خود به دریپینگ اسپرینگز، تگزاس می‌رود. فالون بیان می‌کند که این سرمایه‌گذاری به تگزاس به دلیل جابه‌جایی تهیه‌کننده و مهندس ضبط، که با او در آلبوم‌های انفجار ظالم و راکر زمین کار کرده‌اند، بوده است و اخیراً یک استودیوی جدید در آنجا افتتاح کرده است. او در این مصاحبه عنوان کرد که «سپتامبر ماه، یکی دو ماه بده یا بگیر» زمانی است که امیدوارند آلبوم جدید را منتشر کنند.

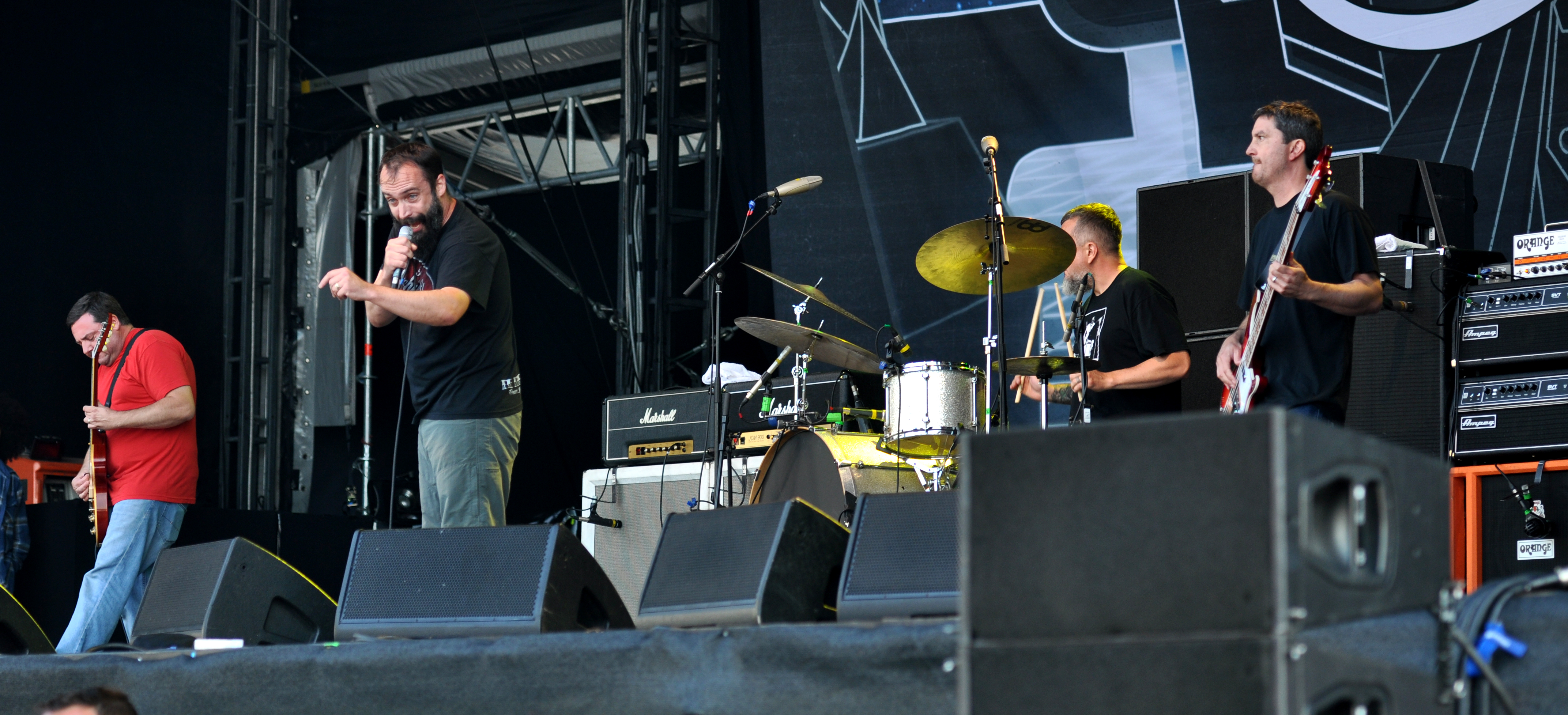
اجرای کلاچ در سال ۲۰۱۳

یازدهمین آلبوم استودیویی آنها، جنگ روانی، در ۲ اکتبر ۲۰۱۵ منتشر شد. فالون گفت که این مفهوم تحت تأثیر نویسندهٔ داستان‌های علمی تخیلی فیلیپ کی دیک است. او افزود: «فلسفهٔ کلی و سؤالات او همیشه در اشعار من رخنه کرده است، زیرا من به آن علاقه دارم». «در راکر زمین، [سرعت حیاتی] قطعاً برای من یک آهنگ فیلیپ دیک بود. در این ضبط، [چشم‌انداز ایکس-ری] قطعاً وجود دارد.» گستر این مطالب جدید را متنوع‌تر از همیشه توصیف کرد.
در آوریل ۲۰۱۸، نیل فالون از طریق ایستگاه رادیویی The Eagle Rocks اعلام کرد که دوازدهمین آلبوم استودیویی گروه با عنوان کتاب تصمیمات بد خواهد بود. این آلبوم در ۷ سپتامبر ۲۰۱۸ منتشر شد. این آلبوم در استودیوی اسپوتنیک ساند در نشویل، تنسی، با تهیه‌کننده و مهندس ونس پاول ضبط شد.
میک شوئر، نوازندهٔ پیشین کیبورد، در ۱۵ سپتامبر ۲۰۱۹ در سن ۴۶ سالگی بر اثر سرطان درگذشت.
در مصاحبه‌ای در اوت ۲۰۲۰ در ایستگاه رادیویی WRIF مستقر در دیترویت، درامر ژان پل گستر اظهار داشت که کلاچ «احتمالاً» ضبط سیزدهمین آلبوم استودیویی خود را در زمستان آغاز خواهد کرد. در مصاحبه‌ای با متال کاوز در آوریل ۲۰۲۱، گستر به‌روز رسانی آلبوم جدید را ارائه کرد و گفت: «در طول سال گذشته، ما آهنگ‌های زیادی برای آلبوم جدید خود نوشته‌ایم، و همچنین برخی از برنامه‌های پخش جریانی را نیز اجرا کرده‌ایم. چیزی که قبل از همه‌گیری چیزی در موردش نمی‌دانستیم، اما به سرعت خودمان را آموزش دادیم، و همین موضوع ما را در سال گذشته مشغول کرده بود. و من فکر می‌کنم که ما بیشتر از همیشه در استودیو وقت می‌گذرانیم، فقط ایده‌های مختلف را امتحان می‌کنیم و بیشتر ایده‌ها هرگز به انتها نمی‌رسند و ما یکی را حفظ می‌کنیم.» گستر همچنین اظهار داشت که آلبوم جدید آنها احتمالاً تا اوایل سال ۲۰۲۲ منتشر نخواهد شد. آلبوم حاصل، طلوع آفتاب در ساحل کشتار، در ۱۶ سپتامبر ۲۰۲۲ منتشر شد.
در ۹ ژوئیه ۲۰۲۱، کلاچ مجموعه‌ای از انتشارات مجدد را آغاز کرد که به عنوان مجموعه‌های کلاچ شناخته می‌شوند که در آن هر عضو یک آلبوم کلاچ را انتخاب کرده و دوباره آن را تصور می‌کند. تا کنون، این مجموعه تنها دو قسمت دارد: یک نسخه جدید از انفجار ظالم در سال ۲۰۰۴، که در ۹ ژوئیه منتشر شد، توسط درامر ژان پل گستر، و ربوت هایو/اکسداس در سال ۲۰۰۵، توسط نوازندهٔ بیس، دن مینز.
از آوریل ۲۰۲۴، کلاچ شروع به نوشتن مطالب جدید برای چهاردهمین آلبوم استودیویی خود کرده است. در اوت ۲۰۲۴، کلاچ آلبوم تلفیقی خود حفره آهسته به چین را دوباره منتشر کرد.

## پروژه‌های دیگر
در اواخر دههٔ ۱۹۹۰، کلاچ و پروژهٔ خواهر و برادرش گروه باکرتون گروپ (یک گروه موسیقی سازی با نام Jam band متشکل از هر چهار عضو کلاچ) یک شرکت ضبط مستقل به نام ریور رود رکوردز تشکیل دادند تا موسیقی خود را منتشر کنند. ریور رود هیچ هنرمند دیگری را امضا نمی‌کند. باکرتون گروپ یک آلبوم چندآهنگه سه‌آهنگی با نام اسپیس گیتارز و دو آلبوم کامل به ترتیب با نام‌های د باکرتون گروپ و ال روجو منتشر کرده است. گروه کلاچ/باکرتون اکنون یک شرکت ضبط مستقل خود را برای انتشارات خود، واترمارکر میوزیک اداره می‌کند.
گروه The Company Band در سال ۲۰۰۷ توسط نیل فالون، جیمز ای روتا (Fireball Ministry)، برد دیویس (Fu Manchu)، جس مارگرا (CKY) و دیو بون راه اندازی شد. در ابتدا، بیس توسط جیسون دایموند (Puny Human) نواخته می‌شد.

## اعضا

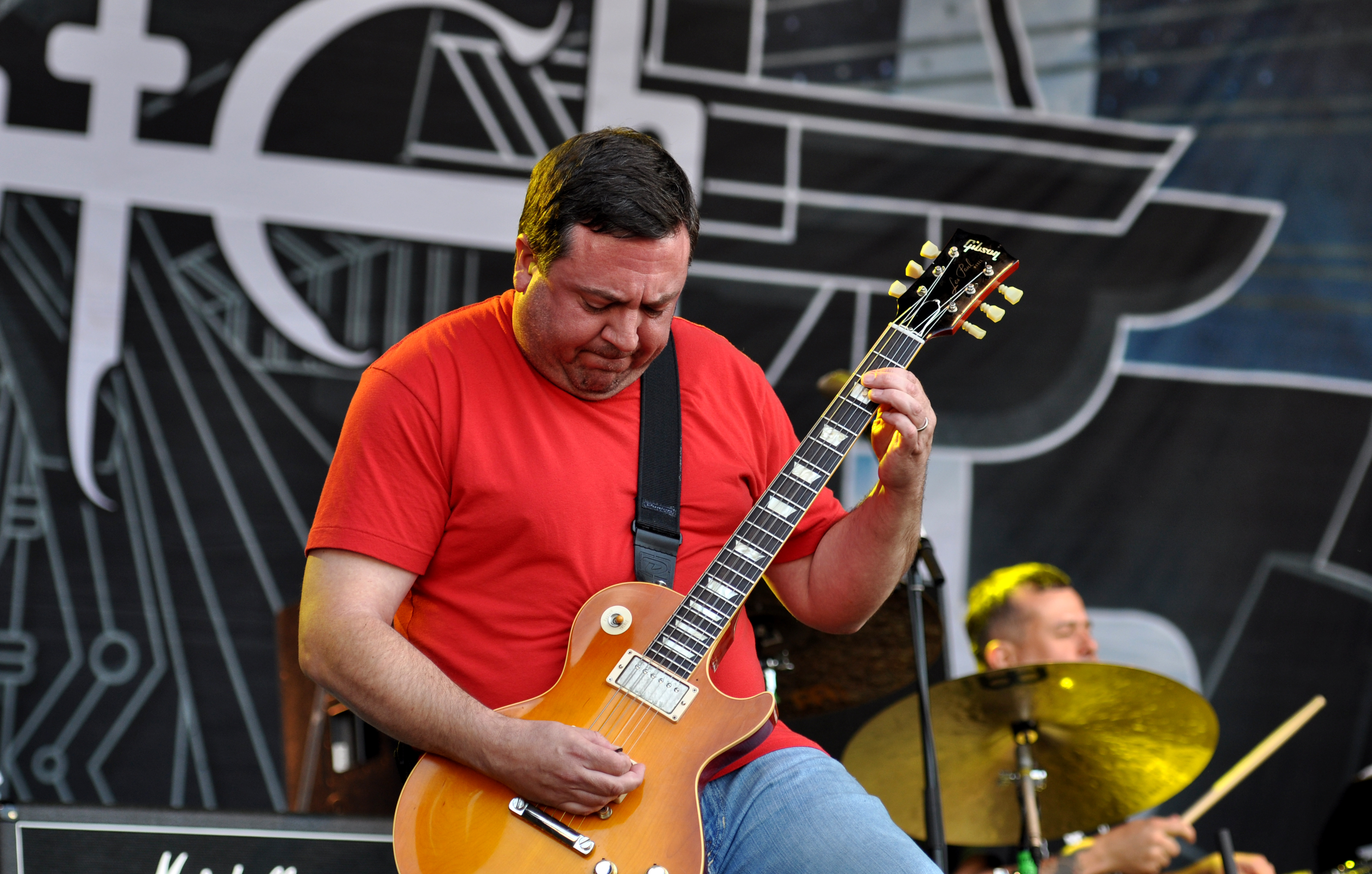
تیم سولت
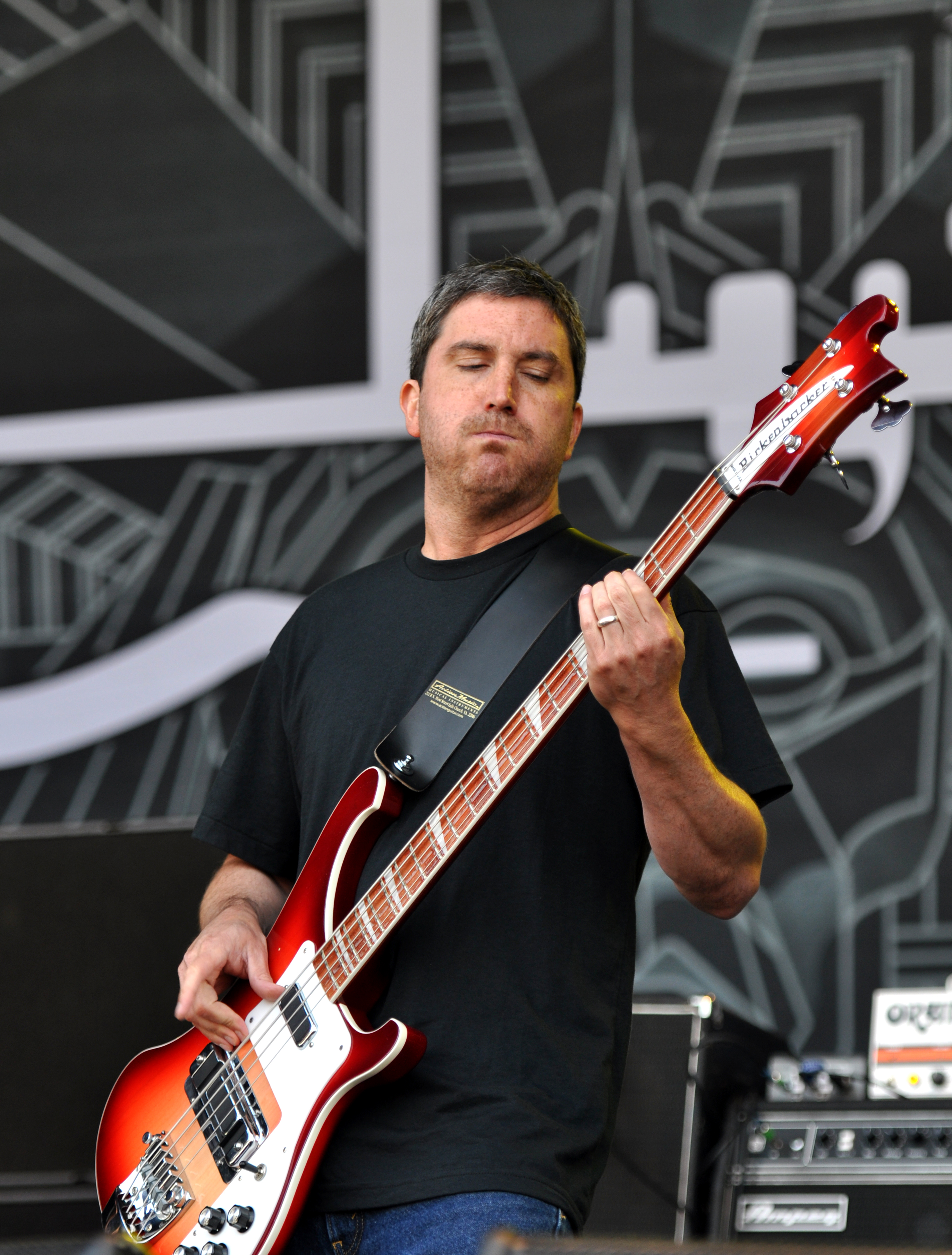
دن مینز
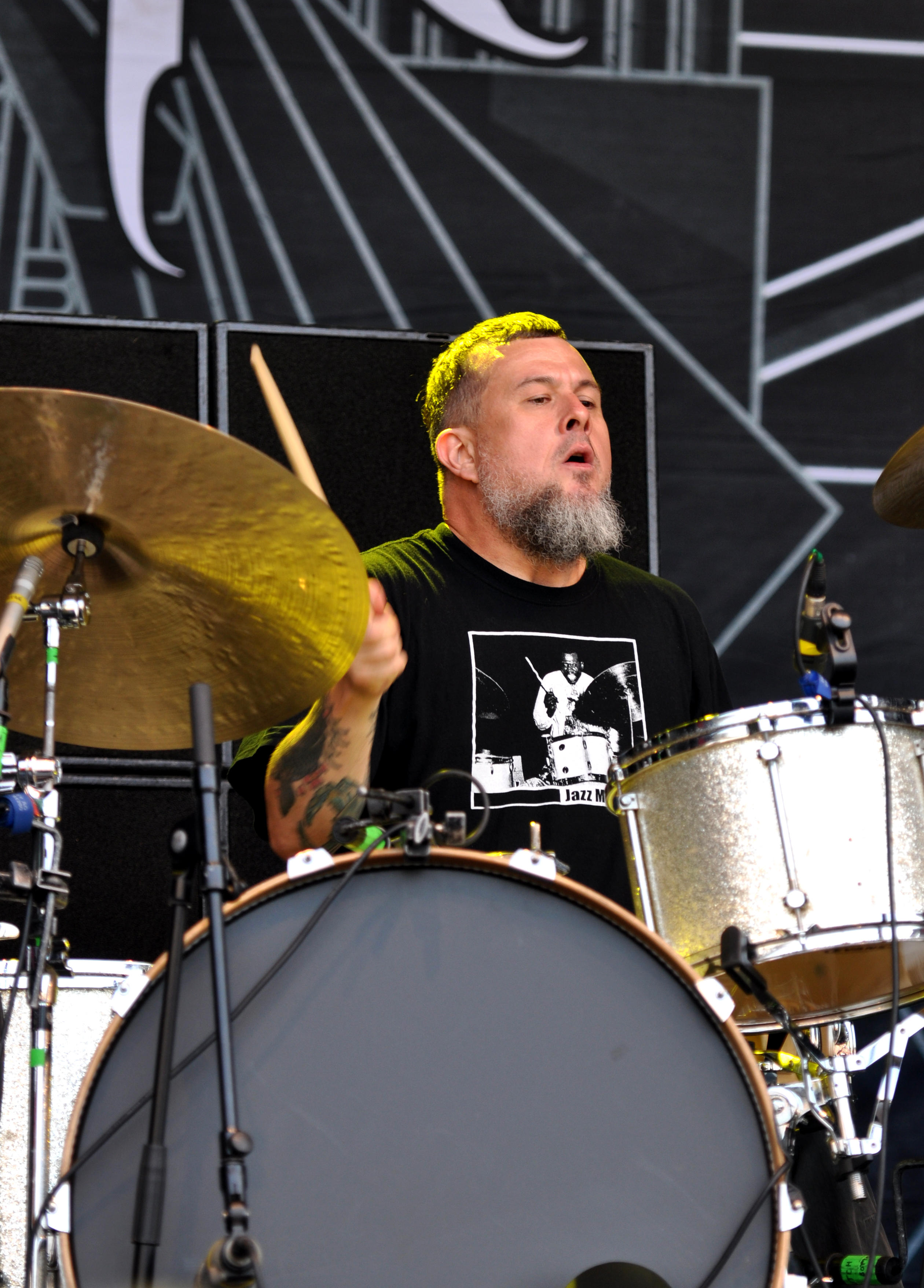
ژان-پل گستر
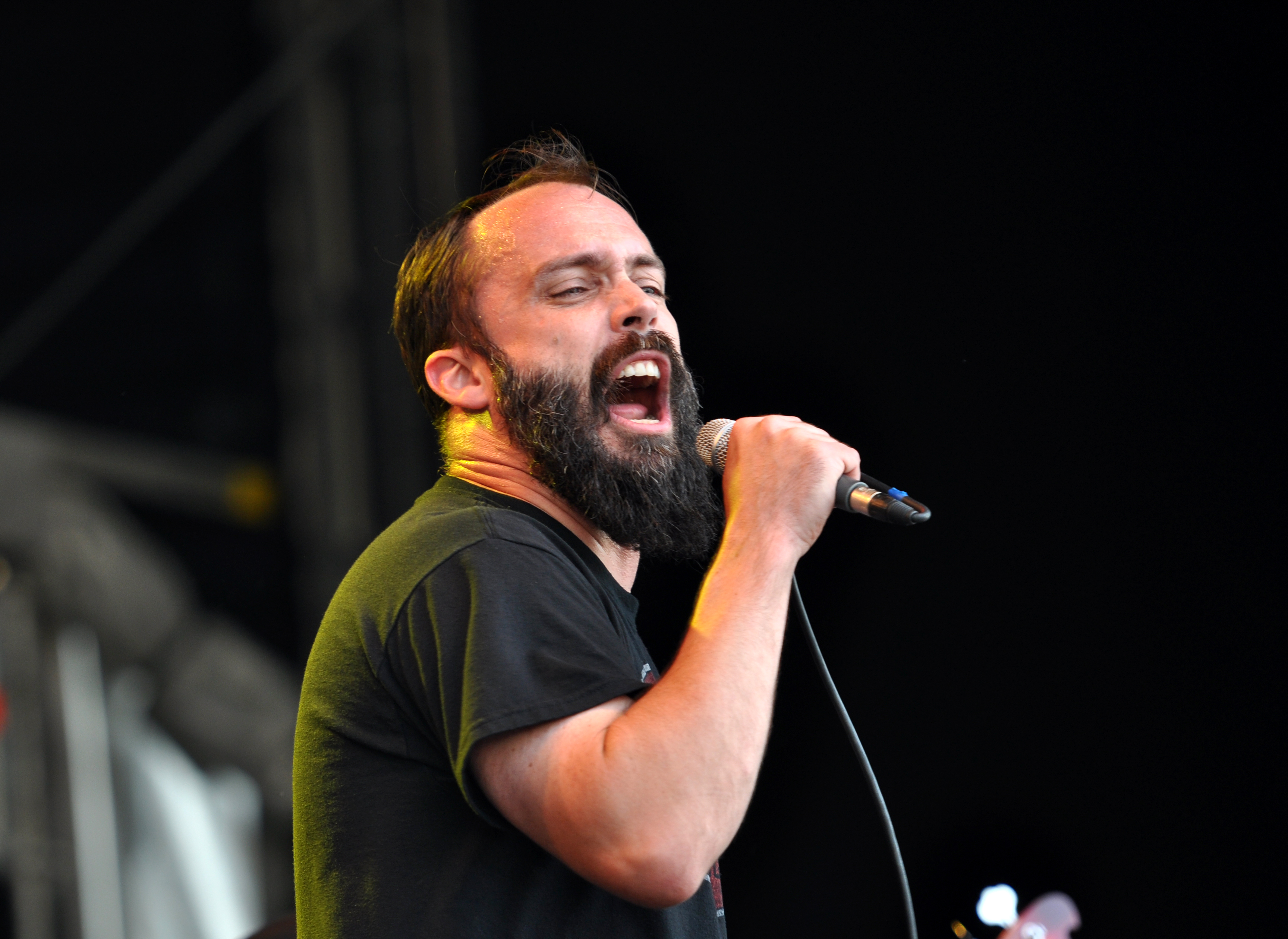
نیل فالون

اعضای فعلی
- تیم سولت – گیتار لید (۱۹۹۱–اکنون)
- دن مینز – بیس (۱۹۹۱–اکنون)
- ژان-پل گستر – درام، سازهای کوبه‌ای (۱۹۹۱–اکنون)
- نیل فالون – خواننده، گیتار ریتم، سازدهنی گاه به گاه، کیبورد گاه به گاه (۱۹۹۱–اکنون)

اعضای پیشین
- راجر اسمالز – خواننده (۱۹۹۱)
- میک شوئر – کیبورد (۲۰۰۸–۲۰۰۵؛ درگذشت ۲۰۱۹)[۱۷]

## ترانه‌شناسی

### آلبوم‌های استودیویی
- لیگ سرعتی فراملی (۱۹۹۳) Transnational Speedway League
- کلاچ (۱۹۹۵) Clutch
- فیل سواران (۱۹۹۸) The Elephant Riders
- اتاق جام جم (۱۹۹۹) Jam Room
- خشم راک خالص (۲۰۰۱) Pure Rock Fury
- انفجار ظالم Blast Tyrant (۲۰۰۴)
- ربوت هایو/اکسداس Robot Hive/Exodus (۲۰۰۵)
- از خیابان بیل تا فراموشی (۲۰۰۷) From Beale Street to Oblivion
- عموزاده‌های عجیب از غرب (۲۰۰۹) Strange Cousins from the West
- راکر زمین (۲۰۱۳) Earth Rocker
- جنگ روانی (۲۰۱۵) Psychic Warfare
- کتاب تصمیمات بد (۲۰۱۸) Book of Bad Decisions
- طلوع آفتاب در ساحل کشتار (۲۰۲۲) Sunrise on Slaughter Beach